# Zygosaccharomyces lentus
Zygosaccharomyces lentus är en svampart som beskrevs av Steels, C.J. Bond, M.D. Collins, I.N. Roberts, Stratford & S.A. James 1999. Zygosaccharomyces lentus ingår i släktet Zygosaccharomyces och familjen Saccharomycetaceae.   Inga underarter finns listade i Catalogue of Life.